# Gambito escocés
|       |       |       |       |       |       |       |       |       |  |
|       | a8 rd | b8    | c8 bd | d8 qd | e8 kd | f8 bd | g8 nd | h8 rd |  |
| a7 pd | b7 pd | c7 pd | d7 pd | e7    | f7 pd | g7 pd | h7 pd |       |  |
| a6    | b6    | c6 nd | d6    | e6    | f6    | g6    | h6    |       |  |
| a5    | b5    | c5    | d5    | e5    | f5    | g5    | h5    |       |  |
| a4    | b4    | c4 bl | d4 pd | e4 pl | f4    | g4    | h4    |       |  |
| a3    | b3    | c3    | d3    | e3    | f3 nl | g3    | h3    |       |  |
| a2 pl | b2 pl | c2 pl | d2    | e2    | f2 pl | g2 pl | h2 pl |       |  |
| a1 rl | b1 nl | c1 bl | d1 ql | e1 kl | f1    | g1    | h1 rl |       |  |
|       |       |       |       |       |       |       |       |       |  |

El Gambito escocés (ECO C44 y C45), es un gambito derivado de la apertura escocesa, que trata de conseguir un rápido desarrollo y gran control de piezas en el centro a costa de un peón.
El gambito escocés surge principalmente tras
1.e4 e5

2.Cf3 Cc6

3.d4 exd4

4.Ac4
(Existen diversas trasposiciones posibles)
Las líneas principales son
4...Ac5 

5.c3 Cf6 (si 5...dxc3, 6. Axf7+! Rxf7 7. Dd5+ y las blancas recuperan la pieza, con una posición ligeramente superior; 5...d3!? es una opción interesante para las negras también) 

6. cxd4 Ab4+ 

7. Ad2 Axd2+ 

8. Cbxd2 d5 = (posición igualada)
y
4...Cf6 

5. e5 (4. 0-0!? es también una posibilidad interesante) 

5...d5! 

6. Ab5 Ce4
7. Cxd4 Ad7
8. Axc6 bxc7
9. 0-0= con posición igualada

Actualmente no es jugado en el nivel de la élite, porque con correcta preparación las negras igualan fácilmente; pero es bastante frecuente entre partidas de aficionados, por las posiciones resultantes.
Una de las principales características, es que las blancas no queman todas las naves aún (como pasa con el gambito de rey, por ejemplo) por lo que pueden -de no conseguir suficiente ataque- recuperar el peón, con una posición igualada, aunque la mayoría de las veces con la pérdida de la ventaja de apertura.